# تاروی تومبرگ
تاروی تومبرگ (انگلیسی: Tarvi Thomberg؛ زادهٔ ۱۰ مهٔ ۱۹۸۲) کشتی‌گیر اهل استونی است.